# Branislav Nušić
Œuvres principales
- Le Suspect (1887)
- Madame la ministre (1929)
- Les Rebelles (1933)

Compléments
- Ancien étudiant de la Faculté de droit de l'université de Belgrade
- Membre de l'Académie royale serbe (1933)

Branislav Nušić (en serbe cyrillique : Бранислав Нушић ; né le 20 octobre 1864 à Belgrade et mort le 19 janvier 1938 à Belgrade) est un romancier, dramaturge, satiriste et essayiste serbe. Il est le fondateur de la rhétorique moderne en Serbie. Il a également travaillé en tant que journaliste et fonctionnaire. Il a été membre de l'Académie royale serbe.

## Biographie
Branislav Nušić est né à Belgrade, sous le nom d'Alkibijad Nuša, dans une famille valaque. À l'âge de 18 ans, il a changé son nom en Branislav Nušić. Il a également écrit sous le nom de plume de Ben Akiba. Il a effectué des études supérieures à la Faculté de droit de l'université de Belgrade.
Branislav Nušić était un auteur productif, bien connu pour son humour.
Il est enterré dans le Nouveau cimetière de Belgrade.

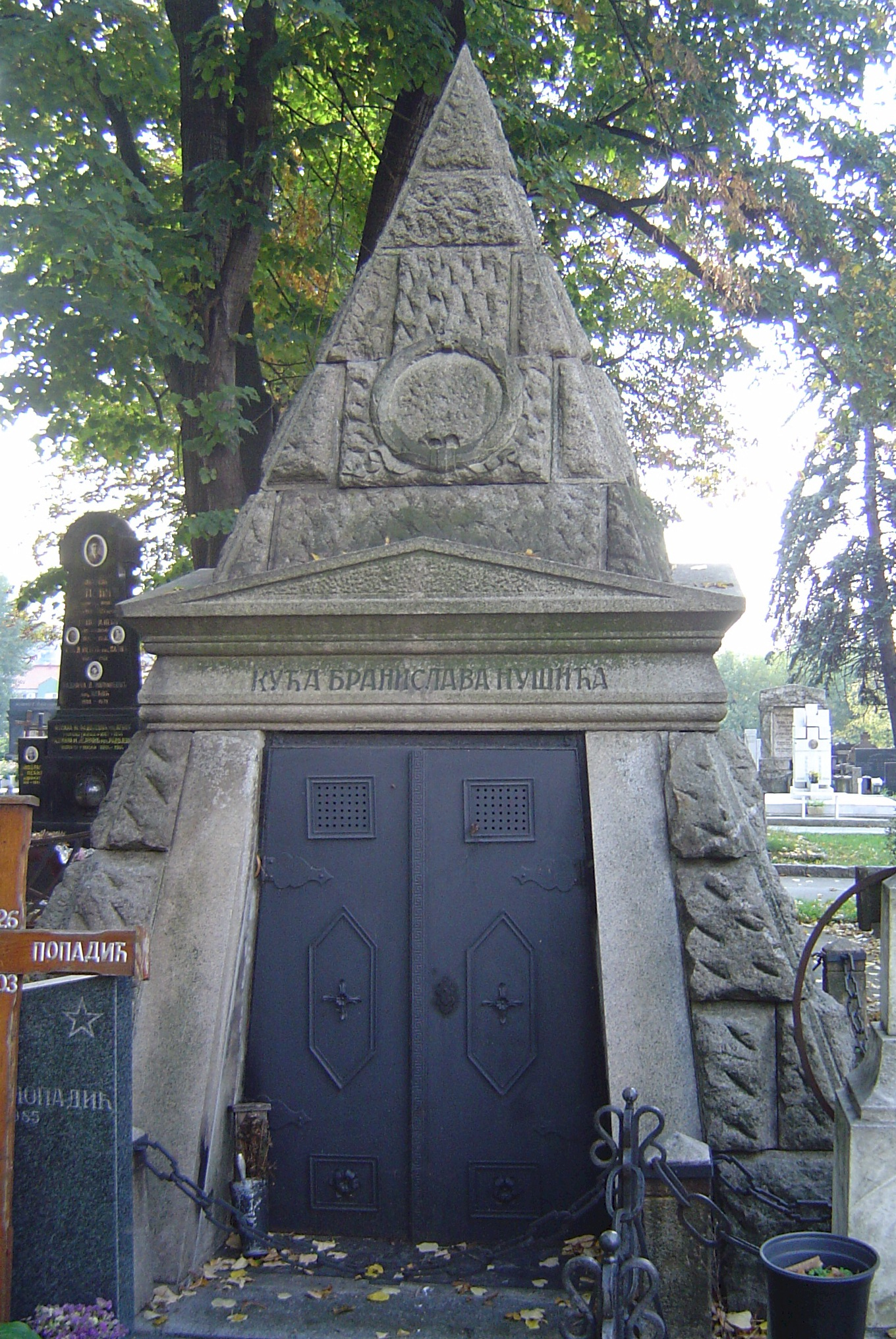
La tombe de Branislav Nušić dans le Nouveau cimetière de Belgrade

## Œuvres
Comédies
- Госпођа Министарка - Gospođa ministarka (Madame la ministre)
- Народни Посланик - Narodni Poslanik (Le Parlementaire)
- Ожалошћена Породица - Ožalošćena porodica (La Famille endeuillée)
- Покојник - Pokojnik (Le Défunt)
- Сумњиво лице - Sumnjivo lice (Le Suspect)
- Dr
- Пут око света - Put oko sveta (Voyage autour du monde)
- Мистер Долар - Mister Dolar (Monsieur Dollar)

Romans
- Аутобиографија - Autobiografija (Autobiographie)
- Општинско дете - Opštinsko Dete (L'Enfant du comté)
- Хајдуци - Hajduci (Les Rebelles)

Autre
- Реторика - Retorika (un discours sur la rhétorique)
- Рамазанске вечери - Ramazanske večeri (Les Soirs de Ramadan)